# Igeltjärnen (Harmångers socken, Hälsingland, 686562-157592)
Igeltjärnen är en sjö i Nordanstigs kommun i Hälsingland och ingår i Harmångersåns huvudavrinningsområde.